# مدیین
مدیین (به اسپانیایی: Medellín, Spain) یک شهرستان در اسپانیا است که در استان باداخس واقع شده‌است.

## خصوصیات
مدیین ۲٬۳۳۷ نفر جمعیت دارد.